# Vårdcentral

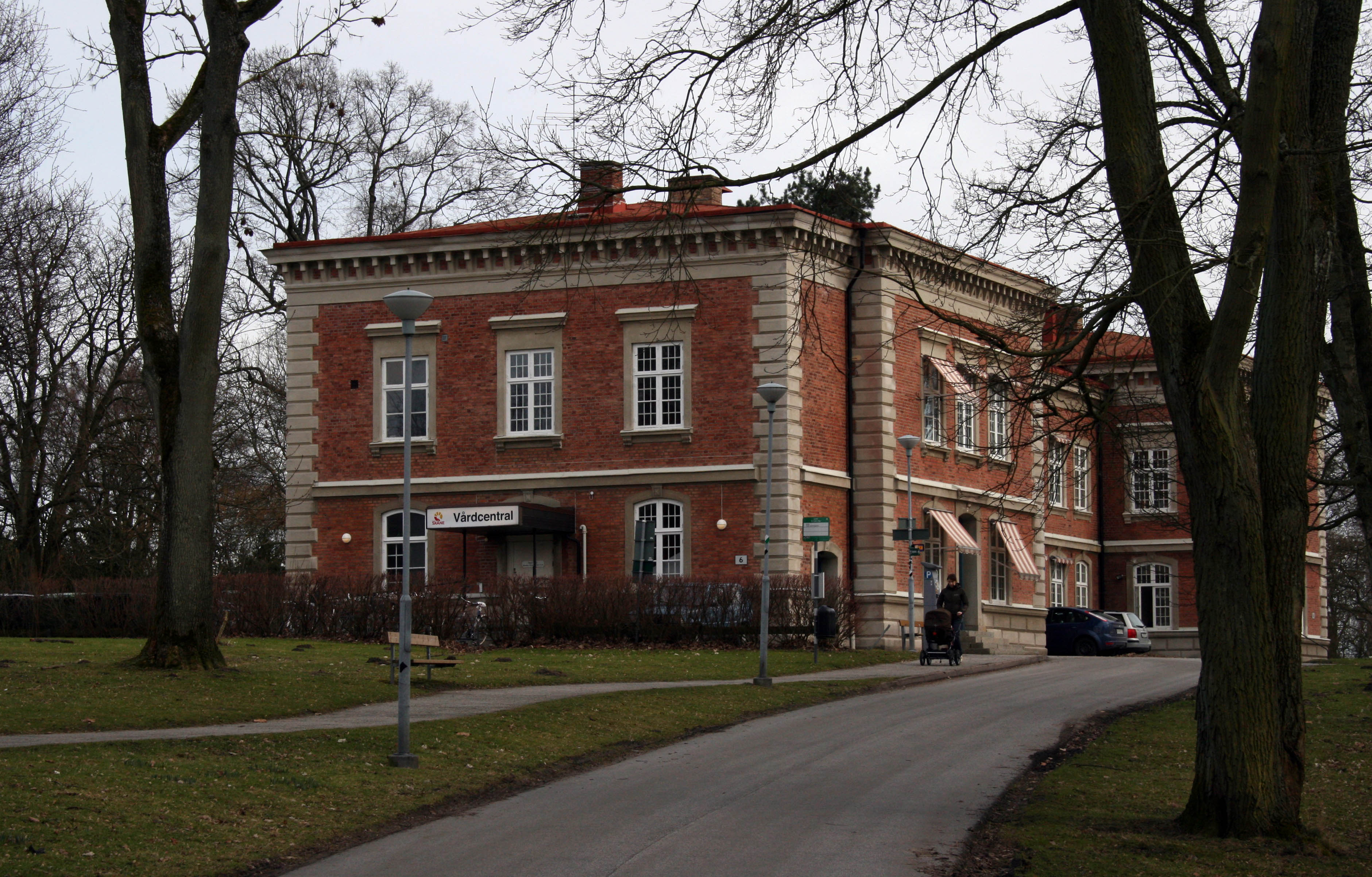
St. Lars vårdcentral i Lund.

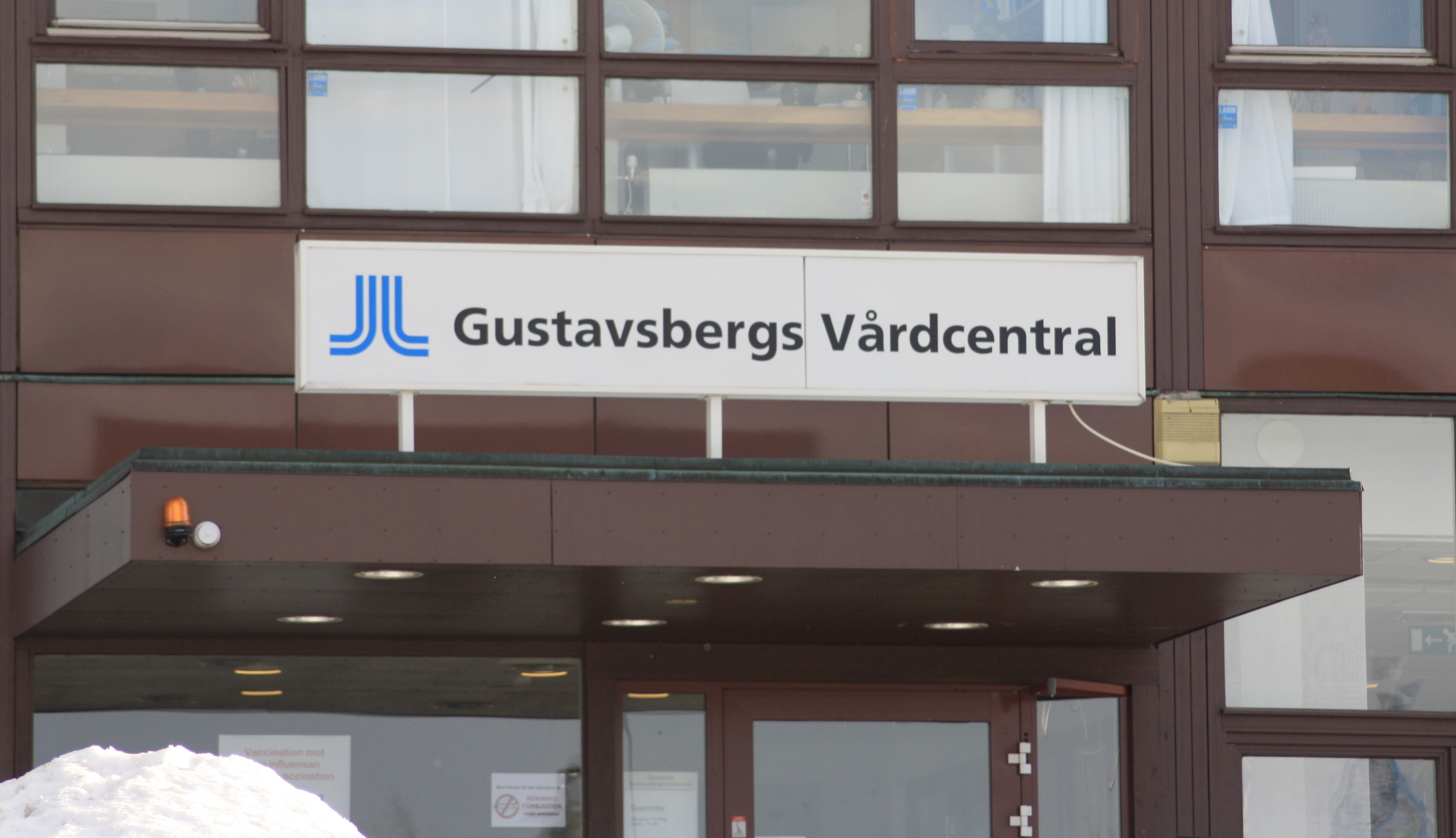
Stockholms läns landstings vårdcentral i Gustavsberg i Värmdö kommun

En vårdcentral (den vanligaste termen i Sverige), hälsocentral (i Region Gävleborg, Region Jämtland Härjedalen, Region Norrbotten, Region Kalmar län, Region Västerbotten och Region Västernorrland) eller hälsovårdscentral (Finland) är en enhet för öppen hälso- och sjukvård.  
Vårdcentralerna fungerar som en första vårdnivå för patienter som har sjukdomar och åkommor som inte är av direkt akut karaktär. Läkarna på vårdcentralen har dessutom ofta ett övergripande och samordnande ansvar för sina patienter och kan vid behov remittera till andra specialister för utredning och vård. Vårdcentralerna har även hand om laboratorieundersökningar, återkommande blodtryckskontroller och andra mer eller mindre rutinmässiga vård- och undersökningsinsatser.
Vårdcentralerna räknas till primärvården tillsammans med bland annat ungdoms- och jourmottagningar, liksom barnavårdscentraler och mödrahälsovård.

## Personal
Vårdcentraler bemannas bland annat med allmänläkare, undersköterskor (i Sverige) eller närvårdare (i Finland) och sjuksköterskor som kan vara specialiserade. Det kan till exempel finnas diabetessjuksköterskor. Vissa vårdcentraler har gjort försök med farmaceuter som vid behov kunnat göra läkemedelsgenomgångar för patienter med många olika mediciner.
Vid personalbrist anlitas ibland så kallade stafettläkare och bemanningssjuksköterskor, som hyrs ut av privata bemanningsföretag.

## Sverige
I Sverige finns cirka 1 000 vårdcentraler, som i de flesta fall drivs av regionerna. Allt fler vårdcentraler drivs dock numera av privata entreprenörer eller kooperativ, som har avtal med regionerna.

## Finland
I Finland finns cirka 160 hälsovårdscentraler som i de flesta fall drivs av kommunerna. 